# Volta al País Basc 2013
La Volta al País Basc 2013 era la 53a edició de la Volta al País Basc. La cursa es disputà en sis etapes entre l'1 i el 6 d'abril de 2013, amb inici a Elgoibar i final a Beasain. Aquesta era la novena prova de l'UCI World Tour 2013.
La cursa fou guanyada pel colombià del Movistar Team Nairo Quintana, gràcies al bon resultat obtingut en la contrarellotge individual de la darrera etapa de Beasain, que li permeté superar el fins aleshores líder Sergio Henao (Team Sky). Quintana, vencedor de l'etapa reina amb final a Arrate, inicià la darrera etapa sis segons rere el líder, però va recuperar aquest temps fins a guanyar la cursa amb 23 segons d'avantatge sobre Richie Porte (Team Sky). Quintana també guanyà la classificació dels punts gràcies a l'etapa final. Porte, vencedor de la cinquena etapa, acabà superant Henao per acabar segon, mentre Henao acabà tercer en la classificació general.
En les altres classificacions cal destacar l'excel·lent paper que va tenir Amets Txurruka (Caja Rural-Seguros RGA) després d'haver participat en bona part de les escapades de la cursa, cosa que li permeté liderar les classificacions de la muntanya i de les metes volants de cap a fi de la cursa. El Movistar Team fou el vencedor en la classificació per equips.

## Equips participants
A la cursa hi prenen part vint-i-un equips, els dinou amb llicència "UCI ProTeam", i dos equips continentals professionals convidats, el Cofidis i el Caja Rural.
| Núm.    | Codi | Equip                   |
| ------- | ---- | ----------------------- |
| 1-8     | EUS  | Euskaltel–Euskadi       |
| 11-18   | SKY  | Team Sky                |
| 21-28   | BLA  | Blanco Team             |
| 31-38   | OPQ  | Omega Pharma-Quick Step |
| 41-48   | RLT  | RadioShack-Leopard      |
| 51-58   | MOV  | Movistar Team           |
| 61-68   | AST  | Astana Qazaqstan Team   |
| 71-78   | KAT  | Team Katusha            |
| 81-88   | ALM  | AG2R La Mondiale        |
| 91-98   | TST  | Team Saxo-Tinkoff       |
| 101-108 | LAM  | Lampre-Merida           |

| Núm     | Codi | Equip                  |
| ------- | ---- | ---------------------- |
| 111-118 | BMC  | BMC Racing Team        |
| 121-128 | OGE  | Orica-GreenEDGE        |
| 131-138 | LTB  | Lotto-Belisol          |
| 141-148 | CAN  | Cannondale             |
| 151-158 | FDJ  | FDJ                    |
| 161-168 | ARG  | Argos-Shimano          |
| 171-178 | GRS  | Garmin-Sharp           |
| 181-188 | VCD  | Vacansoleil-DCM        |
| 191-198 | COF  | Cofidis                |
| 201-208 | CJR  | Caja Rural-Seguros RGA |

## Etapes
| Etapa    | Data      | Recorregut                     | Km    | Vencedor d'etapa     | Líder de la general     |
| -------- | --------- | ------------------------------ | ----- | -------------------- | ----------------------- |
| 1a etapa | 1 d'abril | Elgoibar - Elgoibar            | 156,5 | Simon Gerrans (AUS)  | Simon Gerrans (AUS)     |
| 2a etapa | 2 d'abril | Elgoibar - Vitòria             | 170,2 | Daryl Impey (RSA)    | Francesco Gavazzi (ITA) |
| 3a etapa | 3 d'abril | Vitòria - Trapagaran/La Lejana | 167,7 | Sergio Henao (COL)   | Sergio Henao (COL)      |
| 4a etapa | 4 d'abril | Trapagaran - Eibar/Arrate      | 151,6 | Nairo Quintana (COL) | Sergio Henao (COL)      |
| 5a etapa | 5 d'abril | Eibar - Beasain                | 166,1 | Richie Porte (AUS)   | Sergio Henao (COL)      |
| 6a etapa | 6 d'abril | Beasain - Beasain              | 24,0  | Tony Martin (GER)    | Nairo Quintana (COL)    |

### Etapa 1
1 d'abril de 2013, Elgoibar - Elgoibar, 156,5 km
|    | Ciclista                | Equip                   | Temps      |
| -- | ----------------------- | ----------------------- | ---------- |
| 1  | Simon Gerrans (AUS)     | Orica-GreenEDGE         | 4h 06' 33" |
| 2  | Peter Velits (SVK)      | Omega Pharma-Quick Step | m. t.      |
| 3  | Ángel Vicioso (ESP)     | Team Katusha            | m. t.      |
| 4  | Francesco Gavazzi (ITA) | Astana Qazaqstan Team   | m. t.      |
| 5  | Jakob Fuglsang (DEN)    | Astana Qazaqstan Team   | m. t.      |
| 6  | Sergio Henao (COL)      | Team Sky                | m. t.      |
| 7  | Alberto Contador (ESP)  | Team Saxo-Tinkoff       | m. t.      |
| 8  | Richie Porte (AUS)      | Team Sky                | m. t.      |
| 9  | Nairo Quintana (COL)    | Movistar Team           | m. t.      |
| 10 | Pieter Weening (NED)    | Orica-GreenEDGE         | m. t.      |

|    | Ciclista                | Equip                   | Temps      |
| -- | ----------------------- | ----------------------- | ---------- |
| 1  | Simon Gerrans (AUS)     | Orica-GreenEDGE         | 4h 06' 33" |
| 2  | Peter Velits (SVK)      | Omega Pharma-Quick Step | m. t.      |
| 3  | Ángel Vicioso (ESP)     | Team Katusha            | m. t.      |
| 4  | Francesco Gavazzi (ITA) | Astana Qazaqstan Team   | m. t.      |
| 5  | Jakob Fuglsang (DEN)    | Astana Qazaqstan Team   | m. t.      |
| 6  | Sergio Henao (COL)      | Team Sky                | m. t.      |
| 7  | Alberto Contador (ESP)  | Team Saxo-Tinkoff       | m. t.      |
| 8  | Richie Porte (AUS)      | Team Sky                | m. t.      |
| 9  | Nairo Quintana (COL)    | Movistar Team           | m. t.      |
| 10 | Pieter Weening (NED)    | Orica-GreenEDGE         | m. t.      |

### Etapa 2
2 d'abril de 2013, Elgoibar - Vitòria, 170,2 km
|    | Ciclista                  | Equip                   | Temps      |
| -- | ------------------------- | ----------------------- | ---------- |
| 1  | Daryl Impey (RSA)         | Orica-GreenEDGE         | 4h 23' 31" |
| 2  | Francesco Gavazzi (ITA)   | Astana Qazaqstan Team   | m. t.      |
| 3  | Ángel Vicioso (ESP)       | Team Katusha            | m. t.      |
| 4  | Daniele Ratto (ITA)       | Cannondale              | m. t.      |
| 5  | Dennis Vanendert (BEL)    | Lotto-Belisol           | m. t.      |
| 6  | Michel Kreder (NED)       | Garmin-Sharp            | m. t.      |
| 7  | Daniele Pietropolli (ITA) | Lampre-Merida           | m. t.      |
| 8  | Egoitz García (ESP)       | Cofidis                 | m. t.      |
| 9  | Maciej Paterski (POL)     | Cannondale              | m. t.      |
| 10 | Peter Velits (SVK)        | Omega Pharma-Quick Step | m. t.      |

|    | Ciclista                 | Equip                   | Temps      |
| -- | ------------------------ | ----------------------- | ---------- |
| 1  | Francesco Gavazzi (ITA)  | Astana Qazaqstan Team   | 8h 30' 04" |
| 2  | Ángel Vicioso (ESP)      | Team Katusha            | + 0"       |
| 3  | Peter Velits (SVK)       | Omega Pharma-Quick Step | + 0"       |
| 4  | Jakob Fuglsang (DEN)     | Astana Qazaqstan Team   | + 0"       |
| 5  | Nairo Quintana (COL)     | Movistar Team           | + 0"       |
| 6  | Sergio Henao (COL)       | Team Sky                | + 0"       |
| 7  | Simon Gerrans (AUS)      | Orica-GreenEDGE         | + 0"       |
| 8  | Richie Porte (AUS)       | Team Sky                | + 0"       |
| 9  | Rui Costa (POR)          | Movistar Team           | + 0"       |
| 10 | Tejay van Garderen (USA) | BMC Racing Team         | + 0"       |

### Etapa 3
3 d'abril de 2013, Vitòria - Trapagaran/La Lejana, 167,7 km
|    | Ciclista               | Equip             | Temps      |
| -- | ---------------------- | ----------------- | ---------- |
| 1  | Sergio Henao (COL)     | Team Sky          | 3h 54' 22" |
| 2  | Carlos Betancur (COL)  | AG2R La Mondiale  | m. t.      |
| 3  | Giampaolo Caruso (ITA) | Team Katusha      | + 5"       |
| 4  | Nairo Quintana (COL)   | Movistar Team     | + 8"       |
| 5  | Diego Ulissi (ITA)     | Lampre-Merida     | + 10"      |
| 6  | Richie Porte (AUS)     | Team Sky          | + 10"      |
| 7  | Alberto Contador (ESP) | Team Saxo-Tinkoff | + 10"      |
| 8  | Simon Špilak (SVN)     | Team Katusha      | + 10"      |
| 9  | Igor Antón (ESP)       | Euskaltel–Euskadi | + 16"      |
| 10 | Samuel Sánchez (ESP)   | Euskaltel–Euskadi | + 21"      |

|    | Ciclista               | Equip                 | Temps       |
| -- | ---------------------- | --------------------- | ----------- |
| 1  | Sergio Henao (COL)     | Team Sky              | 12h 24' 26" |
| 2  | Nairo Quintana (COL)   | Movistar Team         | + 8"        |
| 3  | Richie Porte (AUS)     | Team Sky              | + 10"       |
| 4  | Alberto Contador (ESP) | Team Saxo-Tinkoff     | + 10"       |
| 5  | Giampaolo Caruso (ITA) | Team Katusha          | + 10"       |
| 6  | Simon Špilak (SVN)     | Team Katusha          | + 10"       |
| 7  | Jakob Fuglsang (DEN)   | Astana Qazaqstan Team | + 21"       |
| 8  | Pieter Weening (NED)   | Orica-GreenEDGE       | + 21"       |
| 9  | José Herrada (ESP)     | Movistar Team         | + 21"       |
| 10 | Carlos Betancur (COL)  | AG2R La Mondiale      | + 21"       |

### Etapa 4
4 d'abril de 2013, Trapagaran - Eibar/Arrate, 151,6 km
|    | Ciclista                     | Equip             | Temps      |
| -- | ---------------------------- | ----------------- | ---------- |
| 1  | Nairo Quintana (COL)         | Movistar Team     | 3h 58' 52" |
| 2  | Sergio Henao (COL)           | Team Sky          | + 2"       |
| 3  | Alberto Contador (ESP)       | Team Saxo-Tinkoff | + 2"       |
| 4  | Carlos Betancur (COL)        | AG2R La Mondiale  | + 2"       |
| 5  | Simon Špilak (SVN)           | Team Katusha      | + 2"       |
| 6  | Richie Porte (AUS)           | Team Sky          | + 2"       |
| 7  | Jean-Christophe Péraud (FRA) | AG2R La Mondiale  | + 2"       |
| 8  | Pieter Weening (NED)         | Orica-GreenEDGE   | + 16"      |
| 9  | Samuel Sánchez (ESP)         | Euskaltel–Euskadi | + 23"      |
| 10 | Alberto Losada (ESP)         | Team Katusha      | + 24"      |

|    | Ciclista                     | Equip             | Temps       |
| -- | ---------------------------- | ----------------- | ----------- |
| 1  | Sergio Henao (COL)           | Team Sky          | 16h 23' 20" |
| 2  | Nairo Quintana (COL)         | Movistar Team     | + 6"        |
| 3  | Richie Porte (AUS)           | Team Sky          | + 10"       |
| 4  | Alberto Contador (ESP)       | Team Saxo-Tinkoff | + 10"       |
| 5  | Simon Špilak (SVN)           | Team Katusha      | + 10"       |
| 6  | Carlos Betancur (COL)        | AG2R La Mondiale  | + 21"       |
| 7  | Jean-Christophe Péraud (FRA) | AG2R La Mondiale  | + 26"       |
| 8  | Pieter Weening (NED)         | Orica-GreenEDGE   | + 35"       |
| 9  | Giampaolo Caruso (ITA)       | Team Katusha      | + 35"       |
| 10 | Samuel Sánchez (ESP)         | Euskaltel–Euskadi | + 47"       |

### Etapa 5
5 d'abril de 2013, Eibar - Beasain, 166,1 km
|    | Ciclista               | Equip             | Temps      |
| -- | ---------------------- | ----------------- | ---------- |
| 1  | Richie Porte (AUS)     | Team Sky          | 4h 40' 43" |
| 2  | Samuel Sánchez (ESP)   | Euskaltel–Euskadi | + 4"       |
| 3  | Sergio Henao (COL)     | Team Sky          | + 4"       |
| 4  | Nairo Quintana (COL)   | Movistar Team     | + 4"       |
| 5  | Pieter Weening (NED)   | Orica-GreenEDGE   | + 4"       |
| 6  | John Gadret (FRA)      | AG2R La Mondiale  | + 4"       |
| 7  | Alberto Contador (ESP) | Team Saxo-Tinkoff | + 4"       |
| 8  | Simon Špilak (SVN)     | Team Katusha      | + 4"       |
| 9  | Diego Ulissi (ITA)     | Lampre-Merida     | + 20"      |
| 10 | Giampaolo Caruso (ITA) | Team Katusha      | + 20"      |

|    | Ciclista               | Equip             | Temps       |
| -- | ---------------------- | ----------------- | ----------- |
| 1  | Sergio Henao (COL)     | Team Sky          | 21h 04' 07" |
| 2  | Nairo Quintana (COL)   | Movistar Team     | + 6"        |
| 3  | Richie Porte (AUS)     | Team Sky          | + 6"        |
| 4  | Alberto Contador (ESP) | Team Saxo-Tinkoff | + 10"       |
| 5  | Simon Špilak (SVN)     | Team Katusha      | + 10"       |
| 6  | Pieter Weening (NED)   | Orica-GreenEDGE   | + 35"       |
| 7  | Carlos Betancur (COL)  | AG2R La Mondiale  | + 37"       |
| 8  | Samuel Sánchez (ESP)   | Euskaltel–Euskadi | + 47"       |
| 9  | Giampaolo Caruso (ITA) | Team Katusha      | + 51"       |
| 10 | Diego Ulissi (ITA)     | Lampre-Merida     | + 1' 03"    |

### Etapa 6
6 d'abril de 2013, Beasain - Beasain, 24,0 km
|    | Ciclista                     | Equip                   | Temps    |
| -- | ---------------------------- | ----------------------- | -------- |
| 1  | Tony Martin (GER)            | Omega Pharma-Quick Step | 35' 05"  |
| 2  | Nairo Quintana (COL)         | Movistar Team           | + 17"    |
| 3  | Beñat Intxausti (ESP)        | Movistar Team           | + 32"    |
| 4  | Richie Porte (AUS)           | Team Sky                | + 40"    |
| 5  | Simon Špilak (SVN)           | Team Katusha            | + 48"    |
| 6  | Jean-Christophe Péraud (FRA) | AG2R La Mondiale        | + 51"    |
| 7  | Sergio Henao (COL)           | Team Sky                | + 57"    |
| 8  | Carlos Betancur (COL)        | AG2R La Mondiale        | + 1' 05" |
| 9  | Pieter Weening (NED)         | Orica-GreenEDGE         | + 1' 06" |
| 10 | Alberto Contador (ESP)       | Team Saxo-Tinkoff       | + 1' 07" |

|    | Ciclista               | Equip             | Temps       |
| -- | ---------------------- | ----------------- | ----------- |
| 1  | Nairo Quintana (COL)   | Movistar Team     | 21h 39' 35" |
| 2  | Richie Porte (AUS)     | Team Sky          | + 23"       |
| 3  | Sergio Henao (COL)     | Team Sky          | + 34"       |
| 4  | Simon Špilak (SVN)     | Team Katusha      | + 35"       |
| 5  | Alberto Contador (ESP) | Team Saxo-Tinkoff | + 54"       |
| 6  | Pieter Weening (NED)   | Orica-GreenEDGE   | + 1' 18"    |
| 7  | Carlos Betancur (COL)  | AG2R La Mondiale  | + 1' 19"    |
| 8  | Beñat Intxausti (ESP)  | Movistar Team     | + 1' 57"    |
| 9  | Wout Poels (NED)       | Vacansoleil-DCM   | + 2' 47"    |
| 10 | John Gadret (FRA)      | AG2R La Mondiale  | + 2' 56"    |

## Classificacions finals

### Classificació general
|    | Ciclista               | Equip             | Temps       |
| -- | ---------------------- | ----------------- | ----------- |
| 1  | Nairo Quintana (COL)   | Movistar Team     | 21h 39' 35" |
| 2  | Richie Porte (AUS)     | Team Sky          | + 23"       |
| 3  | Sergio Henao (COL)     | Team Sky          | + 34"       |
| 4  | Simon Špilak (SVN)     | Team Katusha      | + 35"       |
| 5  | Alberto Contador (ESP) | Team Saxo-Tinkoff | + 54"       |
| 6  | Pieter Weening (NED)   | Orica-GreenEDGE   | + 1' 18"    |
| 7  | Carlos Betancur (COL)  | AG2R La Mondiale  | + 1' 19"    |
| 8  | Beñat Intxausti (ESP)  | Movistar Team     | + 1' 57"    |
| 9  | Wout Poels (NED)       | Vacansoleil-DCM   | + 2' 47"    |
| 10 | John Gadret (FRA)      | AG2R La Mondiale  | + 2' 56"    |

### Classificacions secundàries
|   | Ciclista             | Equip              | Punts |
| - | -------------------- | ------------------ | ----- |
| 1 | Amets Txurruka (ESP) | Caja Rural         | 64    |
| 2 | José Herrada (ESP)   | Movistar Team      | 32    |
| 3 | Laurent Didier (LUX) | RadioShack-Leopard | 27    |

|   | Ciclista             | Equip         | Punts |
| - | -------------------- | ------------- | ----- |
| 1 | Nairo Quintana (COL) | Movistar Team | 83    |
| 2 | Sergio Henao (COL)   | Team Sky      | 80    |
| 3 | Richie Porte (AUS)   | Team Sky      | 27    |

|   | Ciclista               | Equip              | Punts |
| - | ---------------------- | ------------------ | ----- |
| 1 | Amets Txurruka (ESP)   | Caja Rural         | 23    |
| 2 | Laurent Didier (LUX)   | RadioShack-Leopard | 9     |
| 3 | Matteo Montaguti (ITA) | AG2R La Mondiale   | 8     |

|   | Equip            | Temps       |
| - | ---------------- | ----------- |
| 1 | Movistar Team    | 65h 03' 18" |
| 2 | AG2R La Mondiale | + 1' 51"    |
| 3 | Team Katusha     | + 2' 46"    |

### UCI World Tour
La Volta al País Basc atorga punts per l'UCI World Tour 2013 sols als ciclistes dels equips de categoria ProTeam.
| Posició               | 1r  | 2n | 3r | 4t | 5è | 6è | 7è | 8è | 9è | 10è |
| Classificació general | 100 | 80 | 70 | 60 | 50 | 40 | 30 | 20 | 10 | 4   |
| Per etapa             | 6   | 4  | 2  | 1  | 1  |    |    |    |    |     |

| #  | Ciclista               | Equip                   | Punts |
| -- | ---------------------- | ----------------------- | ----- |
| 1  | Nairo Quintana (COL)   | Movistar Team           | 112   |
| 2  | Richie Porte (AUS)     | Team Sky                | 87    |
| 3  | Sergio Henao (COL)     | Team Sky                | 82    |
| 4  | Simon Špilak (SVN)     | Team Katusha            | 62    |
| 5  | Alberto Contador (ESP) | Team Saxo-Tinkoff       | 52    |
| 6  | Pieter Weening (NED)   | Orica-GreenEDGE         | 41    |
| 7  | Carlos Betancur (COL)  | AG2R La Mondiale        | 35    |
| 8  | Beñat Intxausti (ESP)  | Movistar Team           | 22    |
| 9  | Wout Poels (NED)       | Vacansoleil-DCM         | 10    |
| 10 | Tony Martin (GER)      | Omega Pharma-Quick Step | 6     |
| 10 | Simon Gerrans (AUS)    | Orica-GreenEDGE         | 6     |
| 10 | Daryl Impey (RSA)      | Orica-GreenEDGE         | 6     |

## Evolució de les classificacions
| Etapa | Vencedor       | Classificació general | Classificació de la muntanya | Classificació per punts | Classificació de les metes volants | Classificació per equips |
| ----- | -------------- | --------------------- | ---------------------------- | ----------------------- | ---------------------------------- | ------------------------ |
| 1     | Simon Gerrans  | Simon Gerrans         | Amets Txurruka               | Simon Gerrans           | Amets Txurruka                     | Astana Qazaqstan Team    |
| 2     | Daryl Impey    | Francesco Gavazzi     | Amets Txurruka               | Francesco Gavazzi       | Amets Txurruka                     | Astana Qazaqstan Team    |
| 3     | Sergio Henao   | Sergio Henao          | Amets Txurruka               | Sergio Henao            | Amets Txurruka                     | Movistar Team            |
| 4     | Nairo Quintana | Sergio Henao          | Amets Txurruka               | Sergio Henao            | Amets Txurruka                     | Team Katusha             |
| 5     | Richie Porte   | Sergio Henao          | Amets Txurruka               | Sergio Henao            | Amets Txurruka                     | Movistar Team            |
| 6     | Tony Martin    | Nairo Quintana        | Amets Txurruka               | Nairo Quintana          | Amets Txurruka                     | Movistar Team            |
| Final | Final          | Nairo Quintana        | Amets Txurruka               | Nairo Quintana          | Amets Txurruka                     | Movistar Team            |